# 셰르 바하두르 데우바
셰르 바하두르 데우바(네팔어: शेरबहादुर देउवा, 1946년 6월 13일~)는 네팔의 정치인이자 총리이다. 그는 또한 2016년부터 네팔 의회당 총장으로 재직하고 있다. 데우바는 1995년부터 1997년까지, 2001년부터 2002년까지, 2004년부터 2005년까지, 2017년부터 2018년까지, 그리고 2021년부터 2022년까지 5번의 총리직을 역임했다.
다델후라군의 외딴 마을 아시그람에서 태어나고 자란 데우바는 그곳에서 초등교육과 도티군에서 중등교육을 마쳤다. 그는 트리찬드라 칼리지에서 고등교육을 마치고 1991년 하원의원에 당선되어 기리야 프라사드 코이랄라가 이끄는 내각에서 내무부 장관을 지냈다. 데우바는 1995년 만 모한 아디카리가 2년 만에 두 번째 의회 해산을 시도한 후 총리가 되었다. 그는 첫 임기 동안 인도와의 마하칼리 조약의 서명을 감독했다. 그의 두 번째 총리직은 2001년 7월 마오주의자들의 부상 속에 시작되었고 그는 나중에 비상사태를 선언하고 네팔 공산당을 "테러 조직"으로 등록했다. 그는 2002년 10월에 갸넨드라 국왕에 의해 해임되었지만, 대중의 반발 이후, 2004년 6월에 총리로 다시 임명되었다. 그는 2005년 갸넨드라 국왕의 쿠데타 이후 체포되었고, 2006년 2월 대법원이 그의 체포가 불법이라고 판결하면서 석방되었다.
데우바는 2017년 6월 의회와 CPN의 회전 정부 구성 합의에 따라 네 번째 임기 동안 총리로 취임했다..  그의 정부는 2017년에 세 단계의 정부 선거를 모두 성공적으로 실시했다. 2021년 7월 12일, 대법원은 28시간 이내에 데우바를 총리로 임명할 것을 명령했고, 다음날 네팔 헌법 76조 5항에 따라 비디아 데비 반다리 대통령에 의해 5번째 임기의 총리로 임명되었다.

## 정치 경력
그는 학생으로서 정치 경력을 시작했고 다른 사람들과 함께 네팔 의회당의 학생 단체인 네팔 학생 연합을 설립했다. 1971년부터 1980년까지, 그는 학생회의 회장을 역임했다. 1960년대와 1970년대 동안, 데우바는 판차야트 시스템에 반대하는 일을 한 혐의로 9년 동안 간헐적으로 수감되었다.

## 개인 생활
데우바는 아르주 라나 데우바와 결혼했고 아들 자이베르 싱이 있다. 2016년 11월, 데우바는 인도의 자와할랄 네루 대학교에서 명예 박사 학위를 수여 받았다.